# António Pereira de Figueiredo
António Pereira de Figueiredo (1725–1797) foi um religioso oratoriano português que desempenhou inúmeras actividades. Era latinista, filólogo, historiador, canonista e teólogo. O seu trabalho mais importante foi a tradução da Bíblia da Vulgata Latina para a língua portuguesa.

## Formação
Figueiredo iniciou o seu contacto com as Letras no Colégio Ducal de Vila Viçosa, onde estudou Latim, Latinidade e Música. Transitou posteriormente para o Mosteiro de Santa Cruz de Coimbra e em 1744 para a Casa do Espírito Santo da Congregação do Oratório, onde se matriculou nos cursos de Filosofia e Teologia. Nesta Congregação, foi professor de Latim, Retórica e Teologia.
Em vida, Figueiredo foi um grande defensor da política regalista pombalina, combatendo os Jesuítas e denunciando os abusos da cúria romana. Trabalhou até pela implantação de uma igreja nacional, à imagem da anglicana na Inglaterra.
Foi nomeado deputado da Real Mesa Censória em Abril de 1768, mantendo-se no cargo durante o reinado de D. Maria I. Quando a Real Mesa Censória foi extinta em 1787, transitou para o órgão que lhe sucedeu, a Real Mesa da Comissão Geral do Exame e Censura dos Livros. 
Em 1769, despiu o hábito de oratoriano e tornou-se presbítero secular. Só regressaria à sua congregação nos últimos dia de vida.

## Tradução da Bíblia
O processo de tradução da Bíblia durou 18 anos para ser completado. Inicialmente, foi publicado o Novo Testamento, entre 1778 e 1781 em seis volumes. O Antigo Testamento foi publicado entre 1782 e 1790 em 17 volumes, tendo a Bíblia, ao todo, 23 volumes. Uma versão mais reduzida (em sete volumes), é considerada padrão, e foi publicada em 1819. A versão em volume único só foi publicada em 1821. 
Por ser uma versão com português mais recente, foi considerada melhor que a de Almeida, apesar de não ter sido baseado nos idiomas originais. A tradução do Padre Figueiredo é baseada na Vulgata Latina. A Sociedade Bíblica Britânica e Estrangeira editou as revisões de 1821 (completa) e 1828 (sem os deuterocanônicos). A Sociedade Bíblica de Portugal foi fundada em 1835 e distribuiu essa, além da versão de Almeida. Teve boa acolhida entre católicos e protestantes.
No Brasil, a Bíblia do Padre Figueiredo é ainda publicada, em versão corrigida para o português moderno, pela Editora Eldebra.
A versão do Padre Matos Soares, advinda posteriormente, em 1932, foi a segunda Bíblia Católica traduzida da Vulgata Clementina para a língua portuguesa.

## Outros trabalhos
Em 1753, publicou o Novo Methodo da Grammatica Latina, propondo uma simplificação metodológica da língua. O trabalho gerou muita polêmica na época, uma vez que se distanciava e punha em causa a anterior gramática do jesuíta M. Álvares. Em 1759, Os Elementos de Invenção e Locuçam Retorica ou Princípios da Eloquência, resumiam, com intenção didática, as suas lições de Retórica, proferidas três anos antes na Casa das Necessidades. Nesta obra, Figueiredo faz uma incursão pelo domínio das regras da Eloquência, e nela se denota nele uma preferência tipicamente barroca pela importância conferida à metáfora e à agudeza.